# La Besse
Pour les articles homonymes, voir Besse.
La Besse est une ancienne commune de l'Aveyron. En 1829, elle est rattachée, avec Arnac et La Capelle-Farcel, à Peyrebrune pour former la nouvelle commune de Villefranche-de-Panat.

## Toponymie
Besse désigne un lieu planté de bouleaux.[réf. souhaitée]
La commune est aussi mentionnée sous les noms de Labesse (1793) et L'Abesse (1801).

## Population et société

### Démographie
| 1793 | 1800 | 1806 | 1821 |
| ---- | ---- | ---- | ---- |
| 110  | 115  | adm. | adm. |